# 総和社
総和社（そうわしゃ）は、日本の出版社。競馬を中心とした実用書がメインであるが、小説や児童書、歴史関係の専門書なども刊行物にある。本社所在地は東京都新宿区東榎町。